# Naoya Tsukahara
Naoya Tsukahara (塚原直也?, Tsukahara Naoya; Nagasaki, 25 giugno 1977) è un ginnasta giapponese campione olimpico nel concorso a squadre ai Giochi Olimpici di Atene 2004.
È figlio di due ginnasti: il pluricampione olimpico Mitsuo Tsukahara e Chieko Oda.

## Palmarès
- Giochi olimpici estivi

2004 - Atene: oro nel concorso a squadre.